# Форест-Сіті (Пенсільванія)
Форест-Сіті (англ. Forest City) — місто (англ. borough) в США, в окрузі Сасквегенна штату Пенсільванія. Населення — 1780 осіб (2020).

## Географія
Форест-Сіті розташований за координатами 41°39′10″ пн. ш. 75°28′9″ зх. д. / 41.65278° пн. ш. 75.46917° зх. д. (41.652690, -75.469231).  За даними Бюро перепису населення США в 2010 році місто мало площу 2,44 км², з яких 2,37 км² — суходіл та 0,07 км² — водойми.

## Демографія
Згідно з переписом 2010 року, у селищі мешкало 1911 осіб у 817 домогосподарствах у складі 462 родин. Густота населення становила 782 особи/км².  Було 961 помешкання (393/км²).
Расовий склад населення:
| - 96,7 % — білих - 0,9 % — чорних або афроамериканців - 0,6 % — азіатів - 0,1 % — вихідців з тихоокеанських островів - 0,1 % — корінних американців |

До двох чи більше рас належало 1,4 %. Частка іспаномовних становила 1,5 % від усіх жителів.
За віковим діапазоном населення розподілялося таким чином: 21,6 % — особи молодші 18 років, 52,9 % — особи у віці 18—64 років, 25,5 % — особи у віці 65 років та старші. Медіана віку мешканця становила 43,5 року. На 100 осіб жіночої статі у селищі припадало 84,1 чоловіків;  на 100 жінок у віці від 18 років та старших — 78,0 чоловіків також старших 18 років.
Середній дохід на одне домашнє господарство  становив 50 569 доларів США (медіана — 38 625), а середній дохід на одну сім'ю — 48 597 доларів (медіана — 42 917). Медіана доходів становила 40 458 доларів для чоловіків та 32 072 долари для жінок. За межею бідності перебувало 20,3 % осіб, у тому числі 36,1 % дітей у віці до 18 років та 8,5 % осіб у віці 65 років та старших.
Цивільне працевлаштоване населення становило 817 осіб. Основні галузі зайнятості: освіта, охорона здоров'я та соціальна допомога — 24,8 %, роздрібна торгівля — 14,4 %, будівництво — 11,8 %, науковці, спеціалісти, менеджери — 10,0 %.